# Alia Mvsica
Alia Mvsica es un grupo español de música antigua creado en 1985 para interpretar música medieval y para el estudio e interpretación de la música judeoespañola, basándose en sus propios análisis y en las aportaciones de la musicología más reciente sobre estos repertorios. Está dirigido por Miguel Sánchez.
Desde entonces ha ofrecido conciertos en los más importantes ciclos y festivales en España, Francia, Bélgica, Italia, Holanda, Bulgaria, Polonia, Irlanda, Suiza, Venezuela, Turquía y los Estados Unidos.
Entre los galardones recibidos destacan CD Compact, 5 Diapasons, Lira de Oro, 5 estrellas de Goldberg Magazine, Diapason d'or, CHOC de Le Monde de la Musique y 10/10 de Classics Today.[cita requerida]
A partir de 1997, el grupo graba en exclusiva para Harmonia Mundi.

## Discografía
- 1993 - Andalucía en la música judeoespañola. Almaviva DS 0111.
- 1997 - Celi Domina.[1] Gober G-30595-2.
- 1997 - El canto espiritual judeoespañol.[2] Harmonia Mundi HMI 987015.
- 1998 - El canto de Auroros. Harmonia Mundi HMI 987018.
- 1999 - Unica Hispaniae. Harmonia Mundi HMI 987021.
- 2000 - Puerta de Veluntad. Harmonia Mundi HMI 987026.
- 2002 - Bestiario[3] de Cristo. Harmonia Mundi HMI 987033.

Recopilaciones:
- 2005 - El camino de Alia Mvsica. Harmonia Mundi HMX 298 7054.